# Plusioserica virescens
Plusioserica virescens är en skalbaggsart som beskrevs av Künckel D'herculais 1887. Plusioserica virescens ingår i släktet Plusioserica och familjen Melolonthidae. Inga underarter finns listade i Catalogue of Life.